# Deborah Kara Unger
Deborah Kara Unger (Kanada, Vancouver, 1966. május 12. –) kanadai színésznő.

## Életrajza
Deborah Kara Unger néven született Vancouverben, 1966. május 12-én. Apja nőgyógyász, anyja nukleáris ártalmatlanítási szakember. 
Mielőtt színész lett, közgazdaságtant és filozófiát tanult a British Columbia Egyetemen. 
1989-ben debütált a Bangkok Hilton című ausztrál minisorozatban Nicole Kidman oldalán. 1990-ben a szintén ausztrál Amíg te voltál című thrillerben és A véreskü című horrorfilmben játszott. Legismertebb filmjei közé tartozik a Játsz/ma (1997) és a Visszavágó (1999). 1998-ban Ava Gardner szerepét osztották rá a Sztárok egy csapatban című HBO-filmben. 
A 2000-es években feltűnt olyan filmekben, mint a Tizenhárom (2003), a Forgathatatlan forgatókönyv (2003) és a Bobby Long (2004). Sophia Loren és Mira Sorvino mellett a 2002-es A női lélek fájdalmai főszereplője volt, mellye legjobb női főszereplőként Genie-díjra jelölték.

## Filmográfia

### Film
| Év   | Magyar cím                     | Eredeti cím                  | Szerep                                   | Magyar hang      |
| ---- | ------------------------------ | ---------------------------- | ---------------------------------------- | ---------------- |
| 1990 | A véreskü                      | Blood Oath                   | Littell nővér                            | Kocsis Mariann   |
| 1990 | A véreskü                      | Blood Oath                   | Littell nővér                            | Juhász Róza      |
| 1990 | A véreskü                      | Blood Oath                   | Littell nővér                            | Mezei Kitty      |
| 1990 |                                | Breakaway                    | Marion                                   |                  |
| 1991 | Amíg te voltál (Szívós fúvós)  | Till There Was You           | Anna Vivaldi                             | Kocsis Mariann   |
| 1992 | Suttogások a sötétben          | Whispers in the Dark         | Eve Abergray                             | Peller Anna      |
| 1994 | Hegylakó 3. – A mágus          | Highlander III: The Sorcerer | Dr. Alexandra Johnson / Sarah Barrington | Tóth Enikő       |
| 1996 | Karambol                       | Crash                        | Catherine Ballard                        | Orosz Helga      |
| 1996 | Nincs út haza                  | No Way Home                  | Lorraine                                 | Mezei Kitty      |
| 1996 | Nincs út haza                  | No Way Home                  | Lorraine                                 | Orosz Anna       |
| 1997 | Zsarolók városa                | Keys to Tulsa                | Vicky Michaels Stover                    | Orosz Helga      |
| 1997 | Játsz/ma                       | The Game                     | Christine / Claire                       | Tóth Enikő       |
| 1998 | Örökmozgók                     | Luminous Motion              | anya                                     | Szabó Gabi       |
| 1999 | Visszavágó                     | Payback                      | Lynn Porter                              | Báthory Orsolya  |
| 1999 |                                | The Weekend                  | Marian Kerr                              |                  |
| 1999 | A napfény íze                  | Sunshine                     | Kovács Karola őrnagy                     | Udvaros Dorottya |
| 1999 | Hurrikán                       | The Hurricane                | Lisa Peters                              | Kocsis Mariann   |
| 2000 |                                | Signs & Wonders              | Katherine                                |                  |
| 2002 | Igazság helyett                | The Salton Sea               | Colette Vaughn                           | Fullajtár Andrea |
| 2002 | A női lélek fájdalmai          | Between Strangers            | Catherine                                |                  |
| 2002 |                                | Leo                          | Caroline                                 |                  |
| 2002 |                                | Ten Tiny Love Stories        | Seven                                    |                  |
| 2003 | Tizenhárom                     | Thirteen                     | Brooke LaLaine                           | Tallós Rita      |
| 2003 |                                | Fear X                       | Kate                                     |                  |
| 2003 | Forgathatatlan forgatókönyv    | Hollywood North              | Sandy Ryan                               |                  |
| 2003 | Stander, a törvénytörő         | Stander                      | Bekkie Stander                           | Hámori Eszter    |
| 2003 | Emile                          | Emile                        | Nadia / Nadia anyja                      |                  |
| 2004 | Paranoia 1.0                   | Paranoia 1.0                 | Trish                                    | Orosz Anna       |
| 2005 | Bobby Long                     | A Love Song for Bobby Long   | Georgianna                               | Peller Anna      |
| 2005 | Fehér zaj                      | White Noise                  | Sarah Tate                               | Rudolf Teréz     |
| 2006 | Alibi – Ha hiszed, ha nem      | The Alibi                    | Dorothy                                  |                  |
| 2006 |                                | Things That Hang from Trees  | Connie Mae Wheeler                       |                  |
| 2006 | Silent Hill – A halott város   | Silent Hill                  | Dahlia Gillespie                         | Böhm Anita       |
| 2007 | 88 perc                        | 88 Minutes                   | Carol Lynn Johnson                       | Tóth Enikő       |
| 2007 | Szövetség az ördöggel          | Shake Hands with the Devil   | Emma                                     | Bertalan Ágnes   |
| 2009 |                                | Walled In                    | Mary                                     |                  |
| 2010 | Tisztogatás                    | Transparency                 | Danielle                                 | Orosz Helga      |
| 2010 | Vándorút                       | The Way                      | Sarah                                    | Agócs Judit      |
| 2010 |                                | Sophie & Sheba               | Tina Bradshaw                            |                  |
| 2010 |                                | Messages Deleted             | Lavery nyomozó                           |                  |
| 2011 | A halálba táncoltatott leány   | The Maiden Danced to Death   | Lynn Court                               |                  |
| 2012 |                                | The Samaritan                | Helena                                   |                  |
| 2012 | Sötét titok                    | A Dark Truth                 | Morgan Swinton                           | Nyakó Júlia      |
| 2012 |                                | 186 Dollars to Freedom       | Consul Powers                            |                  |
| 2012 | Silent Hill – Kinyilatkoztatás | Silent Hill: Revelation      | Dahlia Gillespie                         | Böhm Anita       |
| 2013 |                                | Samuel Bleak                 | Roselyn Ramirez                          |                  |
| 2015 |                                | Rehearsal                    | Ellen Sinclair                           |                  |
| 2017 | Bosszú szeretetből             | Vengeance: A Love Story      | Agnes                                    | Nyakó Júlia      |
| 2017 |                                | A Thought of Ecstasy         | Liz Archer                               |                  |
| 2017 |                                | Jackals                      | Kathy Powell                             |                  |
| 2017 |                                | Torch                        | Ingrid nővér                             |                  |
| 2022 |                                | The Long Night               | Mester                                   |                  |

### Televízió
| Év   | Magyar cím                      | Eredeti cím             | Szerep                | Megjegyzések                              |
| ---- | ------------------------------- | ----------------------- | --------------------- | ----------------------------------------- |
| 1989 | Bangkok Hilton                  | Bangkok Hilton          | Astra                 | minisorozat (3 epizód)                    |
| 1990 |                                 | Rafferty's Rules        | Jill Bennett          | 1 epizód                                  |
| 1993 |                                 | Hotel Room              | Sasha                 | 1 epizód                                  |
| 1994 | Életveszély                     | State of Emergency      | Sue Payton            | tévéfilm                                  |
| 1998 | Sztárok egy csapatban           | The Rat Pack            | Ava Gardner           | tévéfilm                                  |
| 2009 |                                 | Angel and the Bad Man   | Temperance            | tévéfilm                                  |
| 2011 | Combat Hospital – A frontkórház | Combat Hospital         | Grace Pederson őrnagy | 13 epizód                                 |
| 2015 |                                 | A Dangerous Arrangement | Samantha              | tévéfilm                                  |
| 2015 | Átoksziget                      | The Hollow              | Cora néni             | - tévéfilm - magyar hangja: - Orosz Helga |

### Videójáték
| Év   | Cím                         | Szerep           |
| ---- | --------------------------- | ---------------- |
| 2011 | Star Wars: The Old Republic | SCORPIO (hangja) |

### Videóklip
| Év   | Előadó    | Dal               | Szerep      |
| ---- | --------- | ----------------- | ----------- |
| 2005 | Green Day | Jesus of Suburbia | Jézus anyja |